# Noords agrarisme
De Noordse agrarische partijen of Noordse centrumpartijen zijn politieke partijen in de Scandinavische gebieden van Europa die primair het belang van agrariërs vertolken. In de Baltische staten en Polen bestaan soortgelijke partijen.
In hun geschiedenis worden alle Noords agrarische partijen geconfronteerd met een afnemend belang van de landbouw als economische sector en zullen ze zich moeten heruitvinden. Op die manier sluipen standpunten over milieu en decentralisatie binnen in de partijprogramma's van de centrumpartijen. Hoewel alle Noords agrarische partijen op dezelfde gronden zijn ontstaan, zullen ze - afhankelijk van het land - verschillende paden gaan bewandelen. In sommige landen wordt de agrarische partij een belangrijke regeringspartij, elders is de partij eerder klein. Sommige partijen schuiven op naar rechts, andere profileren zich eerder centrumlinks; enkele partijen stellen zich eurosceptisch op, terwijl andere voorstanders zijn van een verdere Europese integratie.
Internationaal zijn ze gelieerd aan de European Liberal Democrat and Reform Party (ELDR) en Liberal International (LI).

## Historische ontwikkeling

### Partijen op een breuklijn (eind 19e eeuw – ca. 1920)
De Noorse politiek wetenschapper Stein Rokkan stelt dat het breuklijnenmodel voor de Scandinavische landen gebaseerd is op drie economische situaties, waarvan één de tegenstelling tussen centrum en periferie is. De agrarische partijen zullen zich rond deze breuklijn vormen. Andere partijen, met name de sociaaldemocratische en de conservatieve, positioneren zich in Scandinavië rond de tegenstelling arbeid-kapitaal. De drie traditionele partijen – de conservatieve, sociaaldemocratisch en agrarische partij – komen voort uit evenveel klassen, respectievelijk de middenklasse, de arbeiders en de landbouwers. Torben Worre heeft het in verband met die laatste klasse over een rural subculture: een subcultuur met eigen (religieuze) tradities en eigen belangen; een gesloten milieu waar de druk groot is om de gangbare politieke lijn te volgen. Vanuit voornoemde breuklijnen en deze plattelandscultuur moeten we de opkomst van de Noords-agrarische partijen begrijpen.
- De eerste boerenpartij ontstaat in Denemarken. Sinds in dat land in 1849 een nieuw, grondwettelijk regime is ontstaan, gaan ook landbouwers politiek participeren. Vanuit verschillende reeds bestaande groeperingen ontstaat omstreeks 1870 een nieuwe partij: Det Forenede Venstre (letterlijk: Verenigd Links), later kortweg bekend als Venstre.[4] Daarmee is een ietwat bijzonder samengaan tussen (kleine) boeren en stedelijke groepen tot stand gekomen. Van meet af aan is er een sterke band met De Samvirkende Danske Landboforenige (DSL; Nederlands: Federatie van Deense Landbouwassociaties) en de Landbrugsraadet (LR; Nederlands: Landbouwraad). Tegen de rechts-conservatieve facties (højre) in voert Venstre strijd voor de invoering van het parlementarisme. In 1905 scheurt de linkervleugel van de partij zich af: kleine, anticonservatieve boeren en intellectuelen gaan hun eigen weg met Det Radikale Venstre (te vertalen als Deense Sociaalliberale Partij).[5] De linkse liberalen staan een grotere staatsinterventie voor dan Venstre, dat traditioneel vasthoudt aan vrije marktwerking.[6]
- In het Finland van het eerste decennium van de 20ste eeuw is twee derde van de bevolking actief in de landbouw: een veel groter aandeel dan in Zweden of Noorwegen. In 1906 ontstaat de Finse Agrarische Liga (Fins: Maalaisliito) uit afscheuringen van twee 19de-eeuwse nationalistische groeperingen (de Oude en de Jonge Finnen). De Finse agrarische partij steunt hoofdzakelijk op onafhankelijke boeren in de noordwestelijke en noordoostelijke regio’s van het land.[7]
- In 1913 maakt Zweden kennis met de Bondeförbundet (Nederlands: Boerenliga). De geboorte van de partij kan gezien worden als reactie tegen de snel voortschrijdende industrialisatie van het land. De partij raakt snel verdeeld: al in 1915 bestaan twee agrarische partijen, die zich eerst in 1921 opnieuw zullen verenigen. De Zweedse Bondeförbundet ontwikkelt zich los van boerenorganisatie RLF (Riksförbundet Lantbygdens Folk) en zal zich zelfs sterk tonen, daar waar de RLF zwakker staat.[8]
- In tegenstelling tot de Zweedse partij ontstaat de Noorse agrarische partij wel als onderdeel van de Norsk Landmansforbundet (Nederlands: Boerenunie). Die Boerenunie neemt al in 1920 als organisatie deel aan de verkiezingen. Vanaf 1922 is er ook een echte partij: de Bondepartiet (Boerenpartij). Aanvankelijk heeft de partij geen ledenstructuur en ook de partijfinanciën zullen tot 1940 afhangen van de bijdragen van de leden van de Landmansforbundet.[9]
- Enkele jaren voor de Noorse partij, ziet ook in IJsland een agrarische politieke groepering het levenslicht. In 1916 ontstaat uit een samengaan van de reeds bestaande Boerenpartij (Bændaflokkur) en de Onafhankelijke Boeren (Óháðir bændur) de Progressieve Partij of Framsóknarflokkurinn.[10]
- De agrarische partijen in Denemarken, Finland, Zweden en Noorwegen krijgen navolging in enkele, vandaag autonome, (ei)landen in het bezit van voornoemde staten. Op de Deense Faeröereilanden ontstaat al in 1906 de Sambandsflokkurin (Nederlands: Verbondspartij). Op de eilanden bestaat sinds 1992 ook een agrarische Centrumpartij (Miðflokkurin). In een andere Deense autonome regio, Groenland, is er vanaf 1976 Atassut (letterlijk: Gevoel van Gemeenschapssolidariteit), een partner van de Liberale Partij in Denemarken. Op de Ålandarchipel – enkele Finse eilanden voor de Zweedse kust met een Zweedstalige bevolking – ontstaat midden de jaren 1970 ook een centrumpartij (Ålandsk Center).[11]

### De eerste successen (ca. 1920-1930)
De Deense Agrarisch-Liberale Partij heeft reeds in het laatste kwart van de 19de eeuw een grote aanhang. Wanneer Denemarken in 1901 zijn eerste democratische regering krijgt, komt Venstre meteen aan de macht. Tussen 1901 en 1909 regeert de partij alleen, daarna zal de partij, met uitzondering van enkele periodes in de jaren 1920, nog maar weinig regeringsverantwoordelijkheid nemen. De linkse afsplitsing van Venstre, Det Radikale Venstre kent zijn hoogtepunt in de periode 1910-1920. De radicalen nemen een sleutelpositie in tussen de liberalen en de sociaaldemocraten. Met steun van die laatste groep vormen de sociaalliberalen een minderheidsregering onder leiding van Carl T. Zahle. In de jaren 1930 komt het ook tot een coalitie met de sociaaldemocratische partij.
In Noorwegen kan de nieuw opgerichte Bondepartiet al in 1921 succes boeken: ze wordt de grootste niet-socialistische partij in de gebieden waar ook de boerenbond sterk staat, namelijk het oosten van het land. In het westen van het land heeft de partij echter te kampen met de Noorse Liberale Partij (Venstre) die een belangrijke aanhang heeft onder de landbouwers. Later – in de jaren 1930 – zal ook de Arbeiderspartij de landbouwers aanspreken. De Zweedse zusterpartij heeft meteen een groter electoraal potentieel, vooral in regio’s met een trage economische ontwikkeling. De gemiddelde percentages voor de periode van ca. 1920 tot ca. 1960 voor zowel de Noorse als Zweedse partij liggen desalniettemin dicht bijeen: respectievelijk 11,3% en 12,2%.
De Finse Agrarische Liga steekt met kop en schouders boven de Bondepartiet en de Bondeförbundet uit: tussen 1919 en 1962 haalt de partij gemiddeld 22,9% van de stemmen en nooit minder dan 20%. In tegenstelling tot de andere twee partijen, die slechts in de jaren 1930 in de regering zetelen, is de Finse Maalaisliito tot het uitbreken van de Tweede Wereldoorlog voortdurend een regeringspartij, enkele kortere periodes in de jaren 1920 niet te na gesproken. Het grote succes van de Finse agrarische partij valt op zich al te verklaren door het feit dat in Finland in 1917 vijf maal meer mensen in de landbouw dan in de industrie zijn tewerkgesteld. Nog in 1930 kennen maar vijf Europese landen meer werkgelegenheid in de primaire sector dan Finland. Daarnaast speelt ook de rol die de partij heeft gespeeld in de staatsopbouw tussen 1917 en 1919 en de door de partij gepromote landverdeling van de jaren 1920 mee in het succes van de Agrarische Liga.

### De crisis van de jaren 1930 en de Nieuwe Orde
De jaren 1920-1930 brengen ook Scandinavië economische problemen. In Denemarken ontstaat, ten gevolge van de economische troebelen, de Landbrugernes Sammenslutning (Nederlands: Boerenunie). De Unie stelt zich heel wat radicaler op dan de DSL, de traditionele boerenvereniging achter Venstre. Daartoe gebracht door de economische crisis en de concurrentie van de Boerenunie sluit Venstre in 1933 een akkoord met de regering van sociaalliberalen en sociaaldemocraten. Venstre heeft zich op economisch gebied steeds voorstander getoond van laissez-faire; dat kan ook gesteld worden voor de Zweedse Bondeförbundet. Door de crisis van de jaren 1930 zal de Zweedse partij echter overstag gaan voor protectionistische maatregelen. Anders dan de Deense en Zweedse agrarische partijen is de Noorse tegenhanger van meet af aan voorstander van protectionisme, teneinde de prijzen te stabiliseren. De Bondepartiet begint, onder meer door het organiseren van verkopen, steeds meer op een corporatie te lijken.
De jaren dertig worden in Europa gekenmerkt door de opkomst van een Nieuwe Orde, van extremistische, fascistische partijen. De oprichter van de Noorse nazistische partij Nasjonal Samling (NS; Nederlands: Nationale Eenheid), en latere oorlogspremier van Noorwegen, Vidkun Quisling, maakt deel uit van de regering gevormd door de Bondepartiet in de vroege jaren 1930. Quisling is echter geen lid van de agrarische partij. Die Bondepartiet probeert met de NS te onderhandelingen over een coalitie, maar de gesprekken springen af. De agrarische partij heeft nu, door haar flirt met het nationaalsocialisme, te maken met een negatief imago. Politoloog Trond Nordby stelt echter dat de houding van de agrarische partij niet zo zwart in te schatten is, als vaak wordt vermoed. Na de oorlog moet de Bondepartiet zich opnieuw positioneren in het Noorse politieke landschap. De Zweedse tegenhanger van de Bondepartiet valt eveneens niet volledig vrij te spreken van nazistische sympathieën. De Bondeförbundet is bijvoorbeeld voorstander van maatregelen ter bescherming van de Folkstam, ter bescherming van de zuiverheid van het ‘Zweedse ras’ zeg maar – iets waar de huidige partijleiding zich overigens van distantieert. In Denemarken, ten slotte, raakt de radicale Boerenunie in diskrediet door de nazisympathieën van enkele van haar prominente leiders.

### Andere tijden: heroriëntering van de agrarische partijen (ca. 1945 – ca. 1990)

#### Een slinkend stemmenreservoir
De Noords-agrarische partijen zijn in oorsprong klassenpartijen: hun grootste aanhang halen ze onder landbouwers. Daarnaast verwerft men ook stemmen bij een plattelandsbevolking: mensen die, hoewel ze op het platteland leven, niet noodzakelijk landbouwers zijn. Deze laatste groep van onder meer lokale handelaars heeft baat bij een welvarende landbouwsector en voelt zich dan ook soms geneigd om de agrarische partijen te steunen.
Het dalende aantal landbouwers betekent ontegensprekelijk ook een dalend electoraal potentieel voor alle Noords-agrarische partijen. In Finland is in 1960 nog een derde van de actieve bevolking tewerkgesteld in de landbouw, tien jaar later is dat aandeel al teruggelopen tot een vijfde. Zweden kent in 1972 nog slechts 5% landbouwers. In de twintig jaar tussen 1960 en 1980 daalt het aantal Deense landbouwers met de helft; de daling van het aantal stemmen voor het agrarisch-liberale Venstre is navenant.

#### Pogingen totcatch-all
Willen de agrarische partijen overleven, dan dienen ze zich aan te passen aan de veranderende maatschappij. Verbreding en verruiming – zowel met betrekking tot het electoraat als tot het partijprogramma – blijken vanaf de latere jaren 1950 noodzakelijk geworden.
De agrarische partijen gaan op zoek naar een middenweg, een weg tussen socialisme en kapitalisme in. Die evolutie blijkt nog het meest uit de naamswijzigingen die alle partijen (met uitzondering van Venstre in Denemarken) vanaf de late jaren 1950 ondergaan. Sinds 1957 vervangt de Centerpartiet (C) de Bondeförbundet in Zweden; in Noorwegen is er vanaf 1959 de Senterpartiet (Sp) als opvolger van de Bondepartiet. De Finse partij heet Centrumpartij vanaf 1965. In 1988 wijzigt de Centrumpartij haar naam andermaal tot Suomen Keskusta (Kesk.) of Fins Centrum. De centrumpartijen gaan de welvaartsstaat ondersteunen en sommige partijen, vooral de Noorse en de IJslandse, schuiven op naar links. Het Deense Venstre kiest echter volop voor de vrije markteconomie en profileert zich eerder als centrumrechts.
Vanaf de jaren 1950 verruimen de centrumpartijen hun programma: vooral milieu en regionaal beleid vinden ingang bij de vroegere agrarische partijen. In de jaren 1970 laat de Zweedse Centrumpartij zich kennen als een hevige tegenstander van kernenergie. Het legt de partij geen windeieren: na de verkiezingen van 1976 komen de centristen aan de macht en mogen ze premier Fälldin leveren. De Centerpartiet zal zijn beloftes evenwel niet nakomen en gaat overstag voor de bouw van een nieuwe nucleaire site, met stemmenverlies tot gevolg. Binnen de partij is men er ondertussen ook achter dat milieu en landbouw al eens botsen en (volgens een interne partijevaluatie) debet zijn aan de ongeloofwaardigheid die de partij heeft opgebouwd. Aan de oprichting van de Zweedse groene partij, de Miljöpartiet, zullen leden van de Centerpartiet deelnemen.
De centrumpartijen gaan zich daarnaast tonen als goede verdedigers van de regionale belangen en als voorstanders van decentralisatie – elementen die gekoppeld worden aan de belangen van de landbouw. De Noorse Sp manifesteert zich tot twee keer toe – in de jaren 1970 als in 1993 – als hevig tegenstander (ook vanuit landbouwoogpunt) van een Noors lidmaatschap van de EEG en later de EER en de EU. Het verzet tegen deelname aan de EU levert de Sp in 1993 een nooit gezien stemmenaandeel van 17% op. De nieuwe programmapunten die de Zweedse en Noorse partijen aanboren, levert op korte termijn een stemmenwinst, die van voorbijgaande aard zal zijn. Het Finse Keskusta stelt zich als vooraanstaande regeringspartij heel wat pragmatischer en minder single-issue op.
De centrumpartijen moeten op zoek naar nieuwe groepen kiezers. Net als conservatieven en sociaaldemocraten gaat men vissen in de vijver van de middenklasse. De Zweedse Centerpartiet verdedigt al in de jaren 1950 de pensioenen van kleine zelfstandigen en ziet die laatste groep als potentiële centrumkiezers. De urbanisatie bereikt in deze periode ook de Noordse landen. De vroegere agrarische partijen kunnen in de steden in eerste instantie rekenen op stemmen van wie van het platteland afkomstig is, maar nu in de stad woont en werkt. In Zweden gaat de verstedelijking het verst. De Centerpartiet is dan ook de eerste om het conflict stad-platteland uit haar programma te verwijderen. In 1980 haalt de C haar meeste stemmen al in de steden. De Deense Liberale Partij krijgt aandacht voor bedienden en de stedelijke middenklasse: ietwat paradoxaal stijgt daardoor de aanhang van de partij bij de verkiezingen van 1964 in de stad, terwijl de aanhang op het platteland daalt. Het Finse Centrum verwerft steun in het stedelijke zuiden van het land en – door samengaan met een liberale partij – ook in de hoofdstad Helsinki. Aan het begin van de jaren 1990 heeft ook de Finse partij een meerderheid niet-landbouwers als kiezers. De Noorse partij ziet de nieuwe maatschappelijke ontwikkelingen veel later in en rekent nog in de jaren 1990 70 tot 80% landbouwers onder haar electoraat.

#### Tegenkrachten tegen de verruiming
Vooral de Noorse Bondepartiet – die onder de landbouwers concurrentie ondervindt van andere partijen – vreest door al te grote veranderingen in haar programma heel wat kiezers te verliezen. De Zweden kennen dat probleem niet en maken de omschakeling vroeger en sterker. De Finnen beseffen dat de klassensamenleving stilaan voorbijgestreefd is en hoewel men vreest voor het verlies van de ideologische basis, wordt de symbolische naamswijziging in 1965 zonder veel tegenstemmen gestemd.
De ontwikkelingen die de agrarische partijen doormaken impliceren ook een geringere invloed van de landbouwersverenigingen. De Deense landbouworganisatie DSL ziet Venstre steeds minder als 'haar' partij. De banden tussen vereniging en partij blijven wel, maar ook voor Venstre is politieke verruiming onvermijdelijk. De Finse partij, die nauwe banden heeft met landbouworganisaties (zonder er de politieke arm van te zijn), zoekt nu ook toenadering tot organisaties van arbeiders en bedienden.

### Recente evoluties: de agrarische partijen aan de macht (vanaf 1990)
De Finse Centrumpartij is tot op vandaag een van de grootste politieke groepen en een van de belangrijkste regeringspartijen van het land gebleven, hoewel Keskusta bij de laatste verkiezingen van 2011 een zware nederlaag moet incasseren. De Deense agrarisch-liberalen van Venstre hebben zich na een electorale dip in de jaren 1970 en 1980 kunnen opwerken tot ’s lands grootste partij: in 2001 haalt de partij een topscore van 31%. Ook door toedoen van Venstre-leider Anders Fogh Rasmussen is de partij een meer klassiek liberale koers gaan varen. De Zweedse en Noorse centrumpartijen blijven daarbij vergeleken relatief klein (ze halen ongeveer 5 tot 7% van de stemmen). De Zweedse Centerpartiet kent na de ongeziene successen van de jaren 1970 een sterke terugval gedurende negen stembusslagen. Pas onder het leiderschap van Maud Olofsson en na het aanmeten van een meer sociaalliberale koers (die voormalige liberale kiezers lijkt aan te spreken), wordt de neerwaartse spiraal in de jaren 2000 doorbroken.
Tussen de programma’s van de verschillende Noords agrarische partijen zijn heden ten dage wel wat verschillen te bemerken. Het Deense Venstre is een centrumrechtse partij die sinds het begin van de jaren 2000 een regering vormt met de Konservative die gedoogsteunt wordt door de rechts-populistische Dansk Folkeparti (Nederlands: Deense Volkspartij). De partij is veel meer marktgeoriënteerd dan de overige agrarische partijen. Sinds 2006 maakt de Zweedse Centrumpartij samen met nog drie andere partijen deel uit van de centrumrechtse Allians för Sverige (Alliantie voor Zweden). De Senterpartiet kiest voor 2000 in Noorwegen steeds voor niet-socialistische coalities, maar is sinds 2005 onderdeel van het rood-groene kabinet (waarbij de centristen het groene element vormen) van sociaaldemocratisch statsminister Jens Stoltenberg. Samenvattend beweegt de Deense Liberale Partij zich het verst naar rechts, de IJslandse Progressieve Partij het verst naar links. De andere partijen situeren zich ergens tussenin – in het centrum.
Sommige Noordse centrumpartijen stellen zich eerder eurosceptisch op, met name de Noorse Centrumpartij (zie de verkiezingen van 1993) en de IJslandse Progressieve Partij. Venstre en Keskusta zijn wel voorstanders van een verdere Europese integratie. De Zweedse partij is zich pas in recente jaren positiever gaan positioneren ten opzichte van Europa, mede op aansturen van de jeugdbeweging van de partij.
Decentralisatie is nog steeds een kernpunt voor de meeste agrarische partijen. Hoewel de partijen ook in de steden stemmen ronselen, blijft het platteland hun kerngebied. De Noorse Senterpartiet, die eerder een kleine partij is, heeft naar verhouding heel wat burgemeesters.

## Lijst van Noordse agrarische partijen
| Land       | Partij               | Nederlandse Naam                                                                 | Opgericht   | Voormalige namen                                                                                               | Website          |
| ---------- | -------------------- | -------------------------------------------------------------------------------- | ----------- | --- | ---------------- |
| Åland      | Ålandsk Center       | Ålands Centrum                                                                   | 1976        | | centern.ax       |
| Denemarken | Venstre              | letterlijk: Links, maar doorgaans vertaald als: Liberale Partij (van Denemarken) | 1870 (1910) | Det Forenede Venstre (Verenigd Links) (1870-1895) Venstre Reformpartiet (Linkse Hervormingspartij) (1895-1910) | venstre.dk       |
| Faeröer    | Sambandsflokkurin    | Verbondspartij                                                                   | 1906        | | samband.fo       |
| Finland    | Suomen Keskusta      | Fins Centrum                                                                     | 1906        | Malaisliito (Agrarische Liga) (1906-1965) Keskustapuolue (Centrumpartij) (1965-1988)                           | keskusta.fi      |
| Groenland  | Atassut              | letterlijk: Gevoel van Gemeenschapssolidariteit                                  | 1976        | | atassut.gl       |
| IJsland    | Framsóknarflokkurinn | Progressieve Partij                                                              | 1916        | | framsokn.is      |
| Noorwegen  | Senterpartiet        | Centrumpartij                                                                    | 1920/1922   | Bondepartiet (Boerenpartij) (1922-1959)                                                                        | senterpartiet.no |
| Zweden     | Centerpartiet        | Centrumpartij                                                                    | 1913        | Bondeförbundet (Boerenliga) (1913-1957)                                                                        | centerpartiet.se |